# Tolar (Teksas)
Tolar je grad u američkoj saveznoj državi Teksas. Prema popisu stanovništva iz 2010. u njemu je živjelo 681 stanovnika.